# Ruth Gates
Ruth Deborah Gates (28 maart 1962, Akrotiri, Cyprus - 25 oktober 2018, Kailua, Hawaï, Verenigde Staten) was een Amerikaans marien bioloog.
Gates was een voortrekker in het onderzoek naar de kweek van 'superkoralen' die bestand zijn tegen de stijgende zeetemperaturen ten gevolge de opwarming van de aarde. Ze was directeur van het Hawaiʻi Institute of Marine Biology en de eerste vrouwelijke voorzitter van de International Coral Reef Society.

## Opleiding
Geïnspireerd door het bekijken van The Undersea World of Jacques Cousteau behaalde Gates in 1984 aan de Universiteit van Newcastle een Bachelor of Science. Ze raakte gefascineerd door koraalriffen tijdens een reis naar West-Indië en verhuisde er in 1985 naartoe om ze te bestuderen. Gates doctoreerde in 1989 aan de Universiteit van Newcastle met een proefschrift over de invloed van de zeewatertemperatuur op de symbiose tussen algen en neteldieren: Seawater temperature and algal-cnidarian symbiosis.

## Carrière
Na haar doctoraat werkte Gates 13 jaar als postdoc aan de Universiteit van Californië - Los Angeles. Ze bekwaamde zich verder in cellulaire biologie, evolutiebiologie en moleculaire genetica. Ze maakte in 1998 van nabij mee hoe 15% van het koraal wereldwijd afstierf. In 2003 ging Gates aan de slag bij het Hawaiʻi Institute of Marine Biology. Ze bestudeerde koralen, riffen, hun functioneren en zocht naar manieren om het verbleken en afsterven ervan te vertragen of tegen te gaan. Op Coconut Island ondervond ze dat sommige koralen beter tegen hoge temperaturen en vervuiling bestand waren dan andere.
Gates en haar team besloten koralen te kweken in openluchtbassins en ze bloot te stellen aan stressfactoren. De koralen die het goed deden werden met elkaar gekruist. Met deze hybride koralen bleef ze verder kruisen om 'superkoralen' te kweken die de klimaatopwarming kunnen overleven. In 2015 werd Gates directeur van het Hawaiʻi Institute of Marine Biology. In 2018 stierf ze vroegtijdig maar het Gates Coral Lab wordt door haar team verder gezet. Gates' werk werd onder meer vertoond in de Netflix-documentaire Chasing Corals en haar voorstellen voor het kweken van 'superkoralen' werden door Fast Company, Gizmodo, PBS, Newsweek, Hawaii Business, National Geographic, de Huffington Post, New Scientist en de BBC vermeld.

## Persoonlijke leven
Gates werd in 1962 te Akrotiri op Cyprus geboren. Haar vader was John Amos Gates, werkzaam voor de RAF, en haar moeder Muriel née Peel, een fysiotherapeute. Ze had nog een broer, Timothy. Haar hobby's waren duiken en karate. Ze had een zwarte band in karate en richtte een karateschool op in Hawaï.
In september 2018 huwde Gates met haar vrouw Robin Burton-Gates. Gates stierf in oktober dat jaar aan diverticulitis, een complicatie na een operatie. Vijf maanden eerder was hersenkanker bij haar ontdekt.

## Erkenning
- 2008: Emerging Leaders Fellowship, University of Hawaii
- 2013: Paul Allen X-Prize Ocean Challenge to Mitigate Impacts of Ocean Acidification
- 2014: Board of Regents’ Medal for Excellence in Research, University of Hawaii
- 2015: ARCS Foundation Scientist
- 2015–2019: President of the International Society for Reef Studies
- 2015: Distinguished Woman Scholar of the University of Victoria, Canada
- 2019: Lifetime Achievement Award, Hawaii Institute Marine Biology

- International Standard Name Identifier: 0000 0001 3492 2781
- Library of Congress Control Number: no96043440
- ORCID: 0000-0003-4523-1403
- Virtual International Authority File: 16819452